# 눈의 여왕 3: 눈과 불의 마법대결
《눈의 여왕 3: 눈과 불의 마법대결》(Снежная королева 3: Огонь и лёд)은 2016년 공개된 러시아의 애니메이션 영화로, 2014년 공개된 《눈의 여왕 2: 트롤의 마법거울》의 후속작이다.

## 줄거리
겔다는 극장에서 자신이 눈의여왕을 물리치는 내용을 말해 돈을 받고 마차를 타고 오두막으로 가다가 마차가 부서저 해적선을 타고 가는데 그 오두막에는 로렌이라는 남자 아이가 와서 각자 모험을 떠나는데...

## 같이 보기
- 눈의 여왕 (2012년 영화)
- 눈의 여왕 2: 트롤의 마법거울
- 눈의 여왕 4
- 눈의 여왕5: 스노우 프린세스와 미러랜드의 비밀